# Yasmine Garbi
Yasmine Garbi (født 9. oktober 1970 i Stockholm) er en svensk skuespiller.
Garbi studerede ved Teaterhøjskolen i Stockholm 1999-2003.

## Filmografi
- 2011 – Spesialenheten (TV, Norge)
- 2008 – Sommer (TV)
- 2007 – Out (Film)
- 2006 – Jul i verdensrummet(TV) (krediteret som Yasemine Garbi)
- 2004 – Gunstlingen (TV)
- 1996 – Nudlar och 08:or (TV)
- 1994 – Fritänkaren (Film)

## Ekstern kilde/henvisning
- Yasmine Garbi på Internet Movie Database (engelsk)
- Yasmine Garbi på Filmdatabasen
- Yasmine Garbi på danskefilm.dk
- Yasmine Garbi på danskfilmogtv.dk
- Yasmine Garbi på Svensk Filmdatabas (svensk)
- Yasmine Garbi på AlloCiné (fransk)
- Yasmine Garbi på AllMovie (engelsk)
- Yasmine Garbi på The Movie Database (engelsk)
- Svensk Filmdatabas om Yasmine Garbi (Webside ikke længere tilgængelig)

|  | Artiklen om skuespilleren Yasmine Garbi kan blive bedre, hvis der indsættes et (bedre) billede. Du kan hjælpe ved at uploade et godt billede til Wikimedia Commons iht. de tilladte licenser og indsætte det i artiklen. Eller du kan søge efter eksisterende filer på Wikimedia Commons eller på Flickr - fx med værktøjet Free Image Search Tool. |